# Анаконда (фильм, 1997)
«Анаконда» (англ. Anaconda) — американский приключенческий фильм ужасов, поставленный перуанским режиссёром Луисом Льосой.
В фильме рассказывается о съёмочной группе документальных фильмов в тропических лесах Амазонки, которую заснял охотник на змей, охотящийся на гигантскую легендарную зеленую анаконду.
Фильм вышел в прокат в США 11 апреля 1997 года с рейтингом PG-13.
Фильм получил в основном негативные отзывы критиков, но имел финансовый успех, собрав в мировом прокате свыше 136 млн долларов при бюджете в 45 млн долларов.
Успех первого фильма привёл к созданию целой серии фильмов. В 2004 году последовало продолжение под названием «Анаконда 2: Охота за проклятой орхидеей», сюжетно не связанное с оригинальным фильмом.

## Сюжет
Браконьер безрезультатно пытается связаться со службой спасения через радио. На его судно проникает анаконда. Он стреляет в анаконду из револьвера, забирается на мачту и совершает самоубийство.
Съёмочная группа отправляется в путешествие по Амазонке с целью изучения неизвестного племени Ширишама, которое называют «Люди Тумана».
Когда начинается гроза, исследователи натыкаются на какого-то человека, чьё судно застряло в водных зарослях. Исследователи помогают ему. Человек представляется Полом Сароном, и говорит о том, что он охотник на змей. Доктор Стивен Кэйл становится жертвой укуса ядовитой осы, и остальные люди понимают — что его нужно срочно доставить в больницу. Сарон предлагает отправиться известным ему путём — якобы это позволит побыстрее доставить Кэйла в больницу. Решив, что у них нет выбора, команда следует этому совету — и через какое-то время их судно натыкается на барьер из дерева — о котором Сарон якобы ничего не знал. Сарон взрывает барьер, отброшенные заросли сталкивают в реку бочки с топливом, и на корабле появляются змеи.
У команды остаётся только одна бочка с горючим. По пути они натыкаются на заброшенное судно того самого браконьера. В надежде найти там топливо трое человек, включая Сарона, отправляются на судно. Топлива они там не обнаруживают, но Сарон находит и тайно присваивает себе газету с фотографией, где он, Матео и тот самый браконьер поймали анаконду. Также Сарон находит в сундучке оборудование и кожу анаконды. Когда они уже собираются уходить, Матео становится жертвой анаконды. Дэнни отправляется на его поиски, но находит только фонарь. Сарон показывает команде кожу анаконды. Он утверждает, что Матео съела анаконда, но остальные ему не верят и решают подождать Матео до утра. Ночью Сарон и Гэри решают поймать анаконду, чтобы продать её и разбогатеть. Следующей ночью им это удаётся, но Гэри становится жертвой змеи, которая съедает его и уплывает.
Теперь маниакальность Сарона становится видна невооружённым глазом. Его удаётся оглушить и связать. Терри Флорес понимает, что Сарон всё это подстроил — специально дожидался команду на своей якобы застрявшей в зарослях лодке, устроил взрыв и прочее — и всё для того, чтобы поймать анаконду и продать её за огромные деньги. Утром судно садится на мель. Дэнни и Терри решают сдвинуть его, но они опять натыкаются на анаконду. Она готовится напасть на Терри и Дэнни, и Уоррен Вестридж, чтобы спасти их, отвлекает змею на себя. Спасаясь от змеи, Вестридж лезет на скалы, а Дэнни и Терри пытаются подстрелить анаконду, но на них набрасывается Сарон, который успел убить Дениз и освободиться от верёвок. Тем временем анаконда хватает и убивает Уоррена, и падает вместе с ним в воду, в результате чего на баржу падает дерево. Анаконда обвивает Дэнни и начинает ломать ему кости своими кольцами, но Терри убивает её из винтовки. Обезоружив Терри, Сарон готовится убить Дэнни, но получает в спину дротик со снотворным от очнувшегося Кэйла. Дэнни ударом сбрасывает Сарона с баржи — после чего все трое решают — что он утонул.
Спустя время судно натыкается ещё на одну базу. Там Терри и Дэнни удаётся найти топливо, но их оглушает выживший Сарон. Он связывает их, поливает обезьяньей кровью и приманивает анаконду. Змея обматывает их своими кольцами, вмешивается Сарон, поднимает сеть, и наматывает трос на блок. Но под тяжестью анаконды блок лопается. Анаконда нападает на Сарона и проглатывает его. Дэнни готовит ловушку, в это же время Терри лезет на вышку. Дэнни поджигает топливо. База взрывается, анаконда оказывается охвачена огнём. Она ныряет и тушит огонь, затем снова нападает на Терри. Дэнни добивает анаконду ударами топора по голове.
Оставшиеся в живых члены команды находят племя, на поиски которого отправились.

## В ролях
- Дженнифер Лопес — Терри Флорес
- Айс Кьюб — Дэнни Рич
- Джон Войт — Поль Сарон
- Эрик Штольц — доктор Стивен Кэйл
- Джонатан Хайд — Уоррен Уэстридж
- Оуэн Уилсон — Гэри Диксон
- Кэри Вюрер — Дениз Кэлберг
- Винсент Кастельянос — Матео
- Дэнни Трехо — браконьер
- Фрэнк Уэлкер — голос анаконды

## Производство
Для этого фильма компания Edge, которая специализируется на изготовлении механических моделей диких животных в натуральную величину, сделала модель змеи длиной 12 метров, весом около 2,5 тонн. Джиллиан Андерсон и Джулианна Маргулис были первыми кандидатами на роль Терри Флорес, но они ушли из-за конфликтов расписания съёмок своих сериалов «Секретные материалы» и «Скорая помощь», после чего контракт подписала Дженнифер Лопес. Жан Рено рассматривался на роль Поля Сарона, пока не был выбран Джон Войт.
Съемки проходили в середине весны и летом 1996 года.

## Саундтрек
Композитом фильма выступил Рэнди Эдельман:
1. Main Title (4:45)
2. Watching and Waiting (4:43)
3. Night Attack (2:47)
4. This Must Be Heaven (1:39)
5. Down River (2:43)
6. Seduction (3:27)
7. Travelogue (2:45)
8. Baiting the Line (2:47)
9. My Beautiful Anna… (conda) (2:54)
10. The Totem’s Scared Ground (2:26)
11. Sarone’s Last Stand (3:00)

## Номинации
Кинопремия «Золотая малина» в категориях:
- Худший фильм
- Худшая мужская роль (Джон Войт)
- Худший режиссер (Луис Льоса)
- Худший сценарий
- Худшая новая звезда — «Анаконда»
- Худшая экранная пара — «Джон Войт и аниматронная анаконда»

Кинопремия «Сатурн» в категориях:
- Лучшая актриса (Дженнифер Лопес)
- Лучший фильм ужасов

## Критика
Фильм получил в основном негативные отзывы. Некоторые критики хвалили эффекты фильма, декорации и юмор, но критиковали игру актёров и неточности.
На сайте-агрегаторе Rotten Tomatoes фильм получил рейтинг 40 % на основании 53 обзоров со средней оценкой 4,9 из 10.
На сайте Metacritic фильм получил 37 баллов из 100 по мнению 20 критиков, что указывает на «в целом неблагоприятные отзывы».
Кинокритик Леонард Малтин наградил фильм смешанными 2 из четырёх возможных звёзд, раскритиковав простые спецэффекты и незамысловатый сценарий, но похвалил использование в фильме бразильской местности и манерную игру Войта.
Высоко отозвался о фильме кинокритик Роджер Эберт, присудивший ему 3,5 звезды.

## Продолжения
Второй фильм, «Анаконда 2: Охота за проклятой орхидеей», был показан в кинотеатрах в 2004 году.
После него следуют ещё три картины, выпущенные сразу на ТВ и DVD: «Анаконда 3: Цена эксперимента» (2008), «Анаконда 4: Кровавый след» (2009) и кроссовер-продолжение «Озеро страха: Анаконда» (2015).
Несмотря на то, что персонажи из первого фильма не появляются в сиквелах, на события первого фильма ссылается персонаж Коул Беррис во втором фильме, когда он говорит, что знает человека, который вывел команду на Амазонку, где на них напали змеи. В «Озере страха: Анаконда» персонаж Уилл Талл говорит Ребе о том же происшествии со змеями в Амазонке, но без явного упоминания персонажей.